# En public (album de Malicorne)
 (janvier 2014).
Si vous disposez d'ouvrages ou d'articles de référence ou si vous connaissez des sites web de qualité traitant du thème abordé ici, merci de compléter l'article en donnant les références utiles à sa vérifiabilité et en les liant à la section « Notes et références ».
Pour les articles homonymes, voir En public.
Albums de Malicorne
L'extraordinaire Tour de France...,
(1978) Le Bestiaire,
(1979)
En public est le 1er album live du groupe folk français Malicorne enregistré fin 1978 et sorti en 1979.

## Historique
Renforcé par la présence d'Olivier Zdrzalik, laissant ainsi Hughes de Courson libre aux percussions, le groupe est, fin 1978, de passage au Québec où il donne deux concerts au El Casino de Montréal. Comptant parmi les plus connus et les plus emblématiques du groupe, les titres que propose cet album live sont extraits de ces deux concerts.
On y retrouve le répertoire typique de Malicorne avec ses chansons traditionnelles, ses chants a cappella, ses musiques de danses traditionnelles. Les titres sont tirés des précédents albums studio, depuis l'album pré-Malicorne Pierre de Grenoble duquel sont repris les deux chansons phares ("Le Prince d'Orange" & "Pierre de Grenoble / Schiarazzula Marazzula"), jusqu'au dernier album d'alors, L'Extraordinaire Tour de France d'Adélard Rousseau....
On peut y entendre Gabriel Yacoub présenter ainsi les chansons : « ... des chansons traditionnelles pour la plupart, qui ont la particularité d'avoir été faites par des gens dont ce n'était pas la profession de faire des chansons, ce qui fait la plupart de leur charme. »
En outre, il s'agit du dernier album de Malicorne où l'on peut entendre Hughes de Courson et Laurent Vercambre, les deux musiciens ayant déjà quitté le groupe au moment de sa sortie en 1979.

## Liste des titres de l'album
| No | Titre                                       | Durée |
| -- | ------------------------------------------- | ----- |
| 1. | La Semaine / Fa fa fa / Branle              | 7:01  |
| 2. | Le Mariage anglais                          | 4:06  |
| 3. | Le Prince d'Orange                          | 2:42  |
| 4. | L'Écolier assassin                          | 10:56 |
| 5. | Pierre de Grenoble / Schiarazzula Marazzula | 7:17  |
| 6. | La Danse des damnés / Réels du casino       | 7:26  |
| 7. | Suite de branles                            | 6:52  |
| 8. | C'est le mai                                | 2:54  |

## Crédits
- Tous les titres : Traditionnel, arrangements Malicorne sauf:
  - #3 et #5 : Traditionnel, arrangements Gabriel Yacoub
  - #6 : Traditionnel, arrangements Malicorne - Hughes de Courson / Traditionnel, arrangements Malicorne
  - #8 : Gabriel Yacoub / Traditionnel, arrangements Malicorne

## Précisions
- La chanson « La Semaine » (ou « La Semaine ouvrière ») est, en fait, sous un autre titre, « Couché tard, levé matin » présente sur Malicorne 4.
- La partie de violon « Fa fa fa » est la version instrumentale du pied de nez chanté par Marie qui clôt la chanson « Couché tard, levé matin » présente sur Malicorne 4.
- Le « Branle » à la fin de la première piste est celui de Malicorne 2 qui précède sur l'album la chanson "La Péronnelle".
- Le premier branle de la « Suite de branles » est le « Branle de la haie » présent sur ((Almanach((
- Contrairement à l'enregistrement studio originel, « Le Prince d'Orange » est ici interprété intégralement a cappella.
- Gabriel fait chanter le refrain de « C'est le mai » a cappella par le public avec le groupe.

## Personnel[1],[2]

### Malicorne
- Gabriel Yacoub : guitare, mandoloncelle, double dulcimer, chant
- Marie Yacoub : dulcimer, épinette, vielle à roue, chant
- Olivier Zdrzalik-Kowalski : guitare basse, chant
- Laurent Vercambre : violon, nykelharpa, chant
- Hughes de Courson : percussions, flûtes, claviers, cromorne, chant

### Invités
- André Proulx : violon sur "Réels du casino" et sur "Suite de branles"
- Brian Gulland : basson, flûtes sur "Suite de branles"

## Sources et références
1. ↑  Forces parallèles (Chroniques éclectiques) >  Post "MALICORNE - En Public (1978)" du 28 mai 2006 par CHIPSTOUILLE
2. ↑  D'après le livret de la compilation Légende, deuxième époque (1989).